# Ingo Friedrich

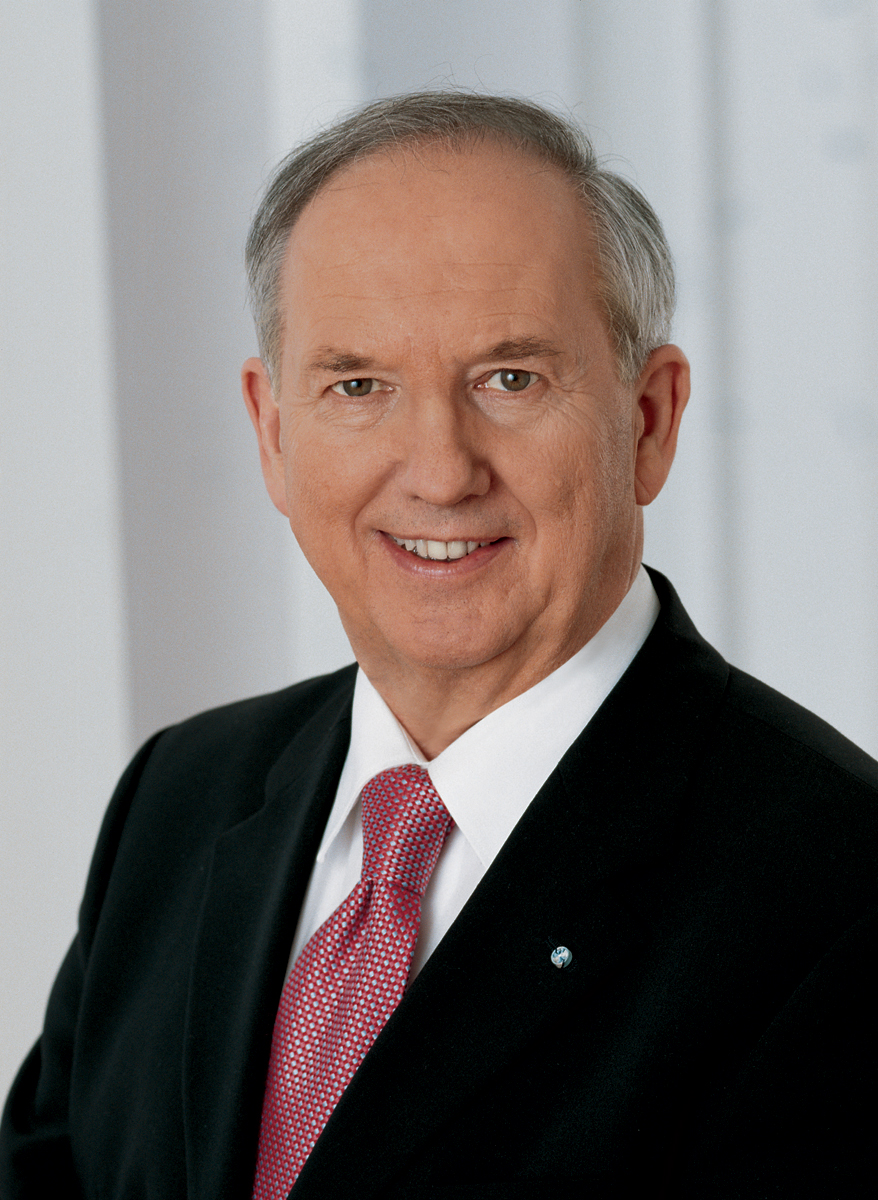
Ingo Friedrich

Ingo Friedrich este un om politic german, membru al Parlamentului European în perioada 1999-2004 din partea Germaniei. 
1. ↑  Ingo Friedrich, Munzinger Personen, accesat în 9 octombrie 2017
2. ↑  Deputații în Parlamentul European